# Quaesitosaurus orientalis
Quaesitosaurus orientalis (dal latino "rettile straordinario orientale") è un sauropode scoperto da Kurzanov e Bannikov nel 1983.
La specie, unica del genere Quaesitosaurus, è conosciuta soltanto in base a dei frammenti di cranio trovati nella formazione di Barun Goyot, famoso sito archeologico nel deserto del Gobi, in Mongolia. Questo ambiente non era del tutto desertico durante il Mesozoico, presentandosi probabilmente come una distesa semiarida o ricoperta da savana.

Tale cranio era piuttosto particolare: aveva infatti forma allungata, con il muso largo e una grande apertura auricolare. I denti, assai numerosi e simili a spine, si pensa fossero adatti al consumo di vegetali piuttosto teneri, tra cui con buona probabilità anche piante acquatiche.
In base a queste informazioni, è opinione diffusa e condivisa dalla maggior parte dei paleontologi che questo animale fosse un sauropode della famiglia dei Nemegtosauridae.
In vita, probabilmente, misurava attorno ai 23 metri ed aveva abitudini erbivore. A causa della grande taglia, necessitava di un voluminoso addome per contenere la grande quantità di piante che ingeriva per sostentarsi, e delle zampe simili a solide colonne per sostentare la sua mole.

La testa era molto piccola paragonata alle dimensioni del corpo ed era situata sulla sommità del lungo collo, per controbilanciare il quale l'animale possedeva anche una lunga coda: il colloveniva tenuto in orizzontale, più o meno parallelo al terreno, ed intrufolato tra i fitti alberi delle foreste per accedere a rami e foglie che altrimenti l'animale non avrebbe potuto raggiungere, data la mole del corpo.
Inizialmente, si credette che il cranio appartenesse al sauropode Opisthocoelicaudia, nei pressi del quale era stato rinvenuto: l'ipotesi venne tuttavia scartata da McIntosh, poiché lo scheletro di quest'ultima specie presenta la struttura tipica dei camarasauridi, mentre il crenio di Quaesitosaurus indica una chiara affinità coi Nemegtosauridae, al punto che alcuni studiosi sono propensi a classificare questo animale come una sottospecie od un qualche tipo di varietà di Nemegtosaurus.